# (31727) Amandalewis
1999 JU67 (asteroide 31727) é um asteroide da cintura principal. Possui uma excentricidade de 0.04543720 e uma inclinação de 3.84796º.
Este asteroide foi descoberto no dia 12 de maio de 1999, por LINEAR em Socorro.